# Assassinatos de jesuítas em El Salvador em 1989

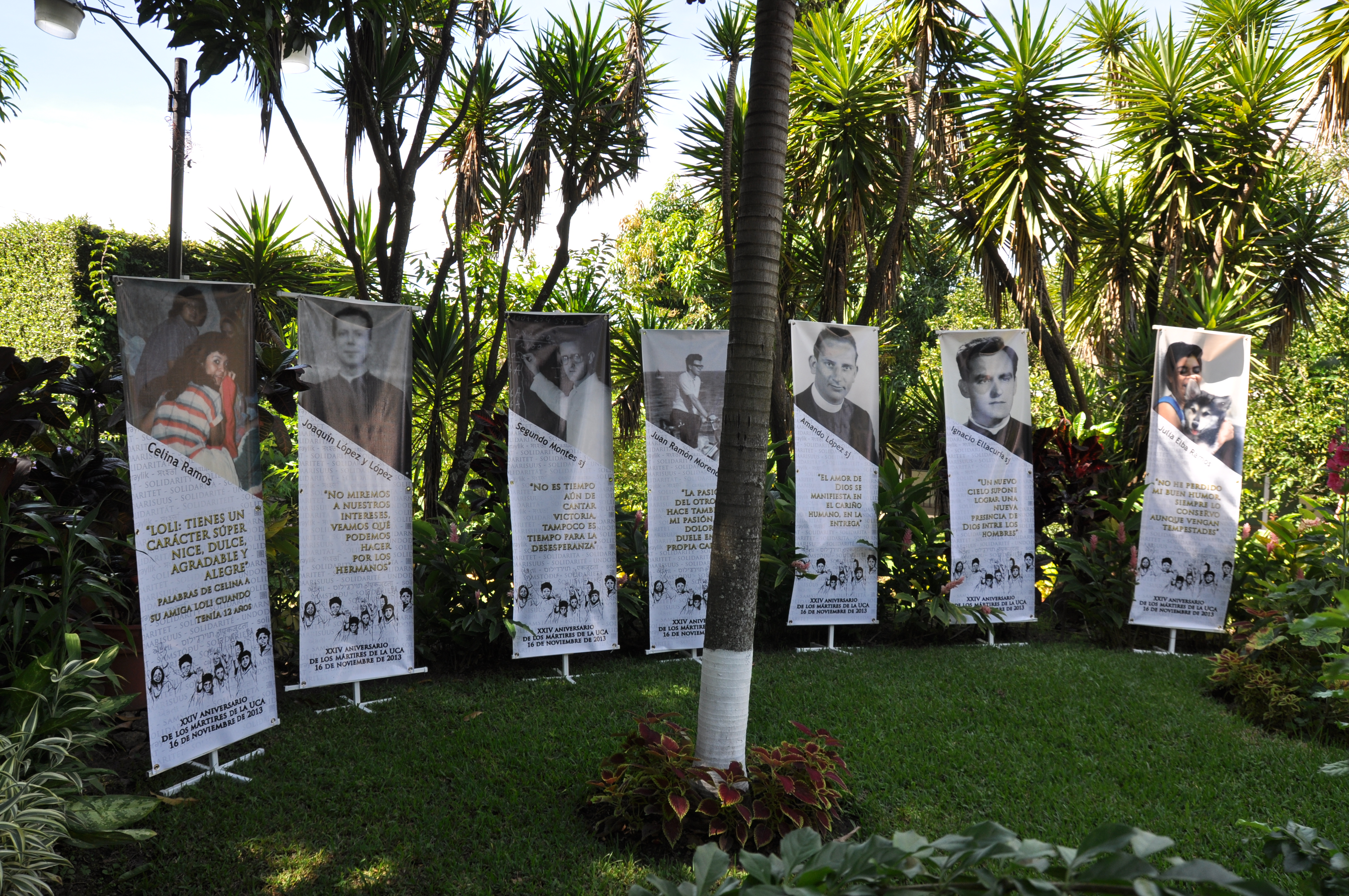
Jardim de rosas na UCA, El Salvador. Local onde as vítimas foram mortas em 16 de novembro de 1989

Durante a Guerra Civil Salvadorenha, em 16 de novembro de 1989, soldados do Exército salvadorenho mataram seis jesuítas e duas mulheres, a esposa e a filha do zelador, em sua residência no campus da Universidade Centro-Americana (conhecida como UCA El Salvador) em San Salvador, El Salvador. Fotos polaroid dos corpos crivados de balas dos jesuítas estavam em exibição no corredor do lado de fora da capela, e um jardim de rosas memorial foi plantado ao lado da capela para comemorar os assassinatos.
Os jesuítas eram defensores de um acordo negociado entre o governo de El Salvador e a Frente Farabundo Martí de Libertação Nacional (FMLN), a organização guerrilheira que lutou contra o governo por uma década. Os assassinatos atraíram a atenção internacional para os esforços dos jesuítas e aumentaram a pressão internacional por um cessar-fogo, representando um dos principais pontos de virada que levaram a um acordo negociado para a guerra.

## Vítimas
Os assassinados no ataque foram:
- Ignacio Ellacuría Beascoechea, S.J., reitor da universidade
- Ignacio Martín-Baró, S.J., vice-reitor da universidade e um dos principais especialistas em opinião pública salvadorenha
- Segundo Montes, S.J., decano do departamento de ciências sociais
- Juan Ramón Moreno, S.J.
- Joaquín López y López, S.J.
- Amando López, S.J.
- Elba Ramos, sua governanta, e
- Celina Ramos, sua filha de dezesseis anos

Todos, exceto Celina Ramos, eram funcionários da UCA El Salvador. Outro residente jesuíta, Jon Sobrino, estava dando uma palestra sobre teologia da libertação em Bangkok. Ele disse que se acostumou a viver com ameaças de morte e comentou: "Queríamos apoiar o diálogo e a paz. Éramos contra a guerra. Mas fomos considerados comunistas, marxistas, apoiadores dos rebeldes, todo esse tipo de coisa". Quando o The New York Times descreveu os padres assassinados como "intelectuais de esquerda" em março de 1991, o arcebispo John R. Quinn, de São Francisco, se opôs ao uso dessa caracterização "sem qualificação ou nuance". Ele ofereceu ao jornal as palavras do arcebispo Hélder Câmara: "Quando eu alimento os famintos, eles me chamam de santo. Quando pergunto por que eles não têm comida, eles me chamam de comunista.